# ハンワース子爵

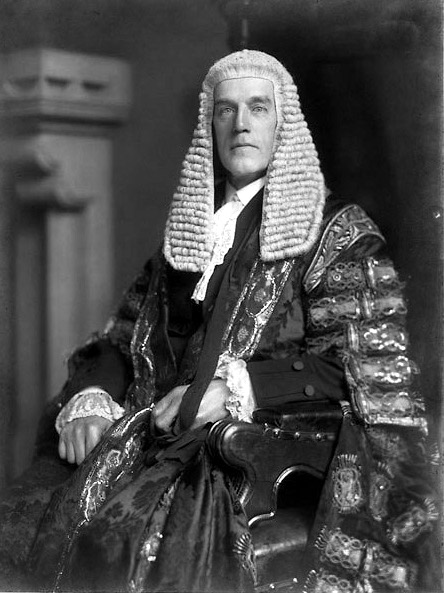
初代ハンワース子爵アーネスト・ポロック

ハンワース子爵(英:Viscount Hanworth)はイギリスの子爵位、貴族。連合王国貴族爵位。

## 歴史
法曹界出身にして保守党の政治家アーネスト・ポロック(1861–1936)は1922年に準男爵、ついで1926年に領地指定付の男爵に叙されたのち、1936年にミドルセックス州ハンワースのハンワース子爵(Viscount Hanworth of Hanworth in the County of Middlesex)を与えられた。 
またポロック家は、サー・フレデリック・ポロックを祖とする(ハットンの)準男爵家(Pollock Baronet, of Hatton)の分流にあたるため、その継承権を保持しており、現当主の親族であるジョージ・フレデリック・ポロックが現在の同準男爵位保持者である。 

なお、初代子爵の孫にあたる3代子爵は1999年の貴族院法制定以降も貴族院に籍を置く92人の世襲貴族の一人である。

## 逸話
本爵位の領地指定部分は、ミドルセックス州ハンワースである。これは、同地にはかつてセント・オールバンズ公爵家の邸宅があったが、1797年に発生した火事以降は荒れるに任せていた。
その土地と建物を購入した初代子爵ハンワース卿がハンワースの町にロンドン・エア・パークとして開放した出来事に由来するという。

## 現当主の保有爵位/準男爵位
現当主である第3代ハンワース子爵デイビッド・ステファン・ジョフリー・ポロックは以下の爵位を保持している。
- 第3代ミドルセックス州ハンワースのハンワース子爵（Viscount Hanworth of Hanworth in the County of Middlesex）
(1936年1月17日の勅許状による連合王国貴族爵位)

- 第3代ミドルセックス州ハンワースのハンワース男爵（Baron Hanworth of Hanworth in the County of Middlesex）
(1926年1月28日の勅許状による連合王国貴族爵位)

- 第3代(ミドルセックス州ハンワースの)準男爵（Baronet, of Hanworth in the County of Middlesex)
(1922年11月27日の勅許状による連合王国貴族爵位）

## ハンワース子爵 (1936)
- 初代ハンワース子爵アーネスト・マレイ・ポロック（英語版）(1861–1936)
- 第2代ハンワース子爵デイビッド・バートラム・ポロック (1916–1996)
- 第3代ハンワース子爵デイビッド・ステファン・ジョフリー・ポロック（英語版）(1946-)

法定推定相続人は現当主の甥であるハロルド・ウィリアム・チャールズ・ポロック (1988-)。法定推定相続人の推定相続人はその息子で双子兄弟の兄フレデリック。トーマス・チャールズ・ポロック (1988-)。